# Uhniv
Uhniv (em ucraniano:  У́гнів, em polonês/polaco:  Uhnów, em iídiche:  הובנוב) é uma cidade da Ucrânia, situada no Oblast de Leópolis. Tem 2,48 km² de área e sua população em 2020 foi estimada em 974 habitantes.